# Ілошваї
Ілошва́ї (угор. Ilosvai, Ilosvay, лат. de Ilosva)  — угорський дворянський рід волоського походження.   

## Історія роду
Перший відомий предок родини Ілошваї — князь Максим де Ілошва (Максим Ілошваї, угор. Ilosvay Maxem), волоський воєвода, який близько 1330 року разом зі своїми братами Сенеслау І де Долга (угор. Hosszúmezey I Szaniszló), Білкей Карачоні (угор. Bilkey Karácsony), та Комлоші Мігай (угор. Komlósy Torpa Mihály) поселились на території Закарпаття. Максим де Ілошва був сином легендарного воєводи Валахії — Татомира, а також рідним братом Басараба I — першого господаря Валахії та засновника династії Басарабів.
Максим Ілошваї згадується в документі за 1341 рік як «Makszem Olachy filii Thamery» («Максим волоський, син Татомира»). В цьому  ж документі йде мова про маєток, яким володів Максим — угор. Makszemhaza (букв. «дім Максима», нині м. Іршава). Вже у 1342 році Максим Ілошваї згадується в письмових джерелах, як «Makszem filius Thattamery Olachy de Ilosva», тобто поселення Ілошва стає основною резиденцією Максима, так званим «possesiones capitalis», від якого рід Ілошваї надалі виводить своє ім'я та предикт — de Ilosva.
Сини Максима де Ілошва: Іштван де Ілошва (угор. István (Nán) de Ilosva); Дьєрдь де Ілошва (угор. I. György de Ilosva) та Янош де Кішфалу (угор. János de Kisfalu) — засновник роду Кішфалуші.

## Генеалогія
- A1. Максим де Ілошва (Maxim de Ilosva. 1341, 1342);
  - B1. Келемен (Kelemen. 1366—1383);
  - B2. Янош де Кішфалу (János de Kisfalu. 1366—1419);
    - C1. дочка, одруж. з Давидхазі Гаспаром (Dávidházy Gáspár) у 1406;

  - C2. Дьєрдь де Кішфалу (György de Kisfalu. 1410—1457), одруж. з Ілона Комлоші (Komlósy Ilona. 1458, 1460);
  - B3. Іштван де Ілошва (István (Nán) de Ilosva. 1370—1417);
  - C1. Міклош (Miklós (Mik). 1412—1460);
  - D1. Деметер (Demeter. 1454);
  - D1. Якоб (Jakab. 1454—1460);
  - B4. Дьєрдь I де Ілошва (I. György de Ilosva. 1408);
  - C1. Карачонь де Ілошва (Karácson de Ilosva. 1412—1433);
  - D1. Андраш I, назв. Карачонь, засновник роду Кішфалуші (I András, dictus Karácson.  1447—1464);
  - D2. Дьєрдь II (II. György. 1447—1464);
  - D3. Маргіт (Margit), одруж. з Яношем Леордінай Орда (Leordinay Orda János). 1470;
  - D4.  Ласло I де Кішфалу де Ілошва, назв. Карачонь, назв. Надь (I. László dictus Karácson, dictus Nagy, de Kisfalu de Ilosva), одруж. з Анна Білкеї (Bilkey Anna. 1460—1469).  1451 † 1476);
  - E1. Янош I (I. János). 1470—1476;
  - E2. Міклош I де Ілошва (I. Miklós de Ilosva), одруж. з Софія Віткаї (Vitkay Zsófia. 1500, 1503). 1471—1493;
  - F1. Мате I (I. Máté) 1496—1510; 
    -       -         -           - F2. Дьєрдь III Віткаї Ілошваї (III. György Vitkai Ilosvay) 1500;
          - F3. Томаш I Віткаї Ілошваї (I. Tamás Vitkai Ilosvay) 1500—1518 ;

        - E3.  Ілона (Ilona), одруж. з Мігаї Комлоші (Komlósy Mihály);
        - E4. Ласло II де Ілошва, назв. Карачонь, назв. Кіш (II. László dictus Karácson, dictus Kis, de Ilosva). 1458—1489; 
          - F4. Іштван I (I. István), одруж. з Ядвіга Долгаї (Dolhay Hedvig). 1470—1530; 
            - G1. Петер I (I. Péter). 1505—1518;
            - G2. Якоб I (I. Jakab). 1505—1528;
            - G3. Ференц I Ілошваї Карачонь (I. Ferencz Ilosvay Karácson), одруж. з Агнеш Нодьмігаї Тібаї (Nagymihályi Tibai Ágnes). 1523—1551;
            - G4. Іштван II (II. István). 1528–1547;
            - G5. Анна (Anna), одруж. з Міклошем Орошаї (Arachay Miklós). 1550;
            - G6. Андраш (András), алішпан комітату Береґ, одруж. з Дора Бейгані (Bégányi Dóra. 1551). 1505—1552 ;

          - F1. Міклош II (II. Miklós), одруж. з Доротія Коморовці (Komoróczy Dorottya. 1550). 1493—1535;
            - G1. Орбан Доброкаї Ілошваї (Orbán Dobrókai Ilosvay), одруж. з Анна Липчеї (Lipcsey Anna). 1538—1551;
            - G2. Ґабор I (I. Gábor). 1548—1559;
            - G3. Каталін (Katalin), одруж. з Лазарем Тарновці (Tarnóczy Lázár. 1548) та Н. Корчваї (Korcsvay N. † 1550). 1548–1550;
            - G4. Едь'єд (Egyed). 1548—1550;
            - G5. Мартон I (I. Márton). 1548—1550;
            - G6. Міклош IV (IV. Miklós), одруж. з Фрузіною Шурань'ї Черноводої (Surányi Csernavoday Fruzina). 1546—1570;
              - H1. Барбара (Borbála), одруж. з Мігаї Ратоті Дюлаффі (Ráthóthy Gyulaffy Mihály);
              - H2. Янош IV Нодь Ілошваї Ілошваї (IV. János Nagy Ilosvai Ilosvay), одруж. з Анною Ракоці Морваї (Rákóczy Morvay Anna. 1602—1634). 1588—†1634;
                - I1. Петер II (II. Péter), одруж. з Ержебет Келемеші Мельцер (Kellemesi Melczer Erzsébet). 1625—1640 ;
                - I2. Анна (Anna), одруж. з. Ласло Ратоті Дюлаффі(Ráthóthi Gyulaffy László. 1652);
                - I3. Ференц III (III. Ferencz), алішпан 1649—1651, одруж. з Анною Долгаї (Dolhay Anna), Фрузіною Вої (Vay Fruzina), Амбрушне Гулачі (Gulácsy Ambrusné). 1626—†1652;
                - I4. Янош VI (VI. János), одруж. з. Анною Тібаї (Tibay Anna) та Фрузіною Шокодаті (Szakadáthy Fruzina). 1616—†1652; 
                  - J1. Ференц VI (VI. Ferencz), заступник каштеляна Мукачівського замку — 1684, заступник алішпана комітату Береґ — 1695;
                  - J2. Ержебет (Erzsébet), одруж. з Ференцом Липчеї (Lipcsey Ferencz);
                  - J3. Ґабор (Gábor), одруж. з Анною Білкеї (Bilkey Anna. 1660) 1660—1666; 
                    - K1. Абрахам I (I. Ábrahám) 1689 † 1713 előtt máramarosi alispán, palotás kapitány 1704, a czigányok fővajdája 1704 (Várady Mária 1702);
                    - K2. Марія (Mária) (Vincze N.);
                    - K3. Балінт I (I. Bálint), полковник — 1703, заступник алішпана — 1718—1720, одруж. з Крістіною Іґнеці Нодь (Ignéczy Nagy Krisztina. 1707—1747). 1691—1747;
                    - K4. Фрузіна (Fruzina), одруж. з Ґабором Дарваї (Darvay Gábor). 1722;
                    - K5. Імре I (I. Imre), полковник — 1703—1711, одруж. з Ержебет Дарваї (Darvay Erzsébet. 1706—1710). 1703—1711;
                      - L1. Клара (Klára), одруж. з Жиґмонд Гетені Сінтаї (Hetényi Szintay Zsigmond). 1738;
                      - L2. Імре III (III. Imre), одруж. з Ержебет Кенде (Kende Erzsébet). 1736—1780;
                      - L3. Балінт II (II. Bálint), одруж. з Кларою Жердогелї(Zerdahelyi Klára). 1731, 1738;

  - L4. Жужанна (Zsuzsanna), одруж. з Ференцом Жолтаї (Zolthay Ferencz). 1738, 1756;
  - L5. Каталін (Katalin). 1738;
  - K6. Барбара (Borbála), одруж. з Палом Ґалочі (Galgóczy Pál) та Ференцом Мото (Motó Ferencz);
  - K7. Ґабор IV (IV. Gábor), одруж. з баронессою Ержебет Перені (Báró Perényi Erzsébet). 1709—1736;
  - L1. Ґабор V (V. Gábor)
  - M1. Фрузіна (Fruzina), одруж. з Ференцом Тренчені (Trencsényi Ferencz);
  - M2. Петер VI (VI. Péter) †1768;
  - M3. Йозеф II (II. József) †1768;
  - M4. Ґабор VII (VII. Gábor), одруж. з Ержебет Сіґеті Товт (Szigethy Tóth Erzsébet). 1777—1832 ;
  - M5. дочка;
  - M6. Адам IV (IV. Ádám), одруж. з Терезією Віґ (Vigh Terézia). 1768—1779;
  - N1. Каролі I (I. Károly), одруж. з Анною Медьєрі (Megyery Anna) та Кларою Гонкуш (Hankus Klára. 1827). 1800—†1852; 
    -       -         -           -             -               -                 -                   -                     -                       -                         -                           - N2. Менігерт (Menyhért), голова дворянського суду комітату Береґ, суддя військового трибуналу, одруж. з Анною Еордог ( Eördögh Anna). 1796—1833;

## Відомі представники

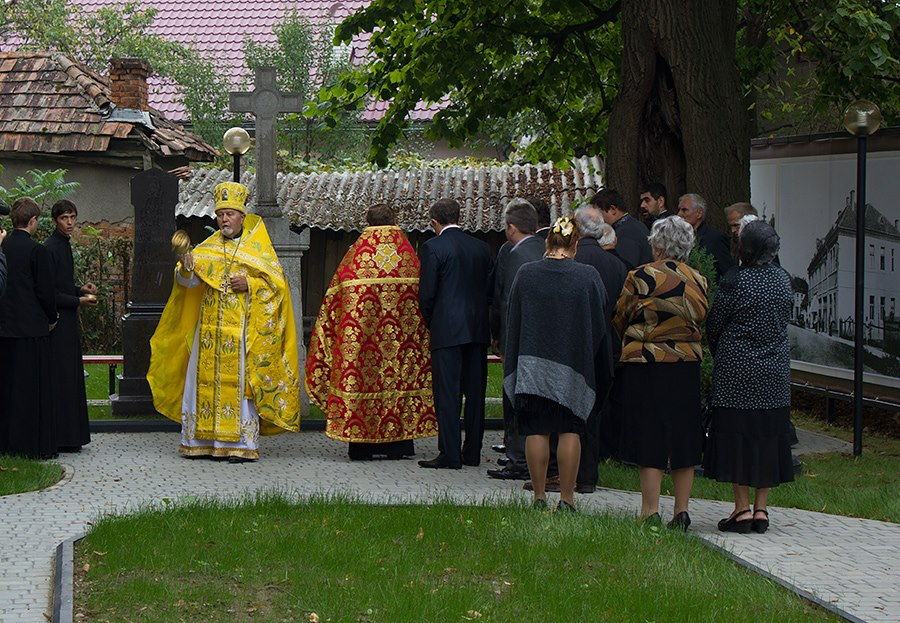
Відкриття пам'ятного скверу Ілошваїв. Іршава, 2012 р.

Максим Ілошваї (угор. Ilosvay Maxem) — волоський князь, воєвода комітату Береґ, засновник роду Ілошваїв.
Менігерт Ілошваї (угор. Ilosvay Menyhért; 1796—1939) — голова дворянського суду  комітату Береґ, суддя військового кавалерійського трибуналу. З 1814 року — суддя Мукачівського округу комітату Береґ. З 1925 року — начальник жандармерії Верховинського округу Березького комітату. Похований на родинному цвинтарі Ілошваїв в центрі Іршави (нині — пам'ятний сквер Ілошваїв).
Льорінц Ілошваї (угор. Ilosvay Lőrinc; 1821—1894) — землевласник, дворянський суддя комітату Береґ. В 1848 році служив у 10 гонведському батальйоні, брав участь у бойових діях. Похований на родинному цвинтарі Ілошваїв в Іршаві.

## Герб
Іспанський щит, розтятий і перетятий на червоне та синє поля. В першому полі на червоному полі зображена золота корона. У другому синьому полі — срібна рука в латах, зігнута в лікті, яка тримає срібну зігнуту шаблю, що направлена вістрям вверх. У третьому синьому — дві срібні риби, розташовані одна над одною, з яких верхня звернена ліворуч, а нижня — праворуч. У четвертому червоному — два листяні дереваа з чорними стовбурами та зеленими кронами, розташовані на зеленій основі. Щит увінчує сталевий шолом з п'ятьма решетинами, вкритий золотою короною з наметом. Права частина намету — синя, підбита золотом. Ліва — червона, підбита сріблом. Клейнод: поясна фігура чоловіка в одязі червоного кольору, який на правому плечі тримає вудку з двома рибинами, а лівою рукою впирається в лівий бік.